# Fremona
Fremona (Tigrinya ፍሬሞና) war eine Siedlung im nördlichen Äthiopien, in der heutigen Region Tigray. Dort befand sich im 16. und 17. Jahrhundert eine Niederlassung katholischer Missionare.
Dieser den Jesuitenmissionaren von Negus (Kaiser) Minas zugewiesene Ort wurde wegen der zwei steinigen Wasserläufe, die durch diese Siedlung verliefen, eigentlich Maigoga (aus Tigrinya: mai ‚Dorf‘ und Guagua ‚Wasser‘) genannt. Die portugiesischen Missionare benannten die Niederlassung nach dem Heiligen Frumentius um, welcher die Könige von Aksum zum christlichen Glauben bekehrt hatte. Bischof Andrés de Oviedo starb hier 1577. Sein Grab wurde ein Wallfahrtsort für katholische Gläubige in dieser Region.
Nachdem Kaiser Fasilides sich 1634 vom Katholizismus abgewandt und den offiziellen Status der traditionellen Äthiopischen Kirche wiederhergestellt hatte, verbannte er die katholischen Priester, Patriarchen und Bischöfe nach Fremona, das damals laut Jerónimo Lobo 400 Einwohner hatte.
Schließlich wurde Fremona von den katholischen Missionaren ganz aufgegeben. Der Historiker Richard Pankhurst bezieht sich auf einen Steuerbericht von 1697, in dem Fremona unter seiner alten Bezeichnung Maigoga auftaucht. Der Ägyptologe Henry Salt (1780–1827), der um 1800 durch diese Gegend kam, berichtet jedoch, dass er niemanden finden konnte, der ihm zu diesem Namen Auskunft geben konnte.